# Asterope trimeni
Asterope trimeni är en fjärilsart som beskrevs av Aurivillius 1899. Asterope trimeni ingår i släktet Asterope och familjen praktfjärilar. Inga underarter finns listade i Catalogue of Life.